# Gliclazide
Gliclazide is een sulfonylureumderivaat, een bloedglucoseverlagend middel dat oraal kan worden ingenomen en wordt voorgeschreven bij patiënten met diabetes mellitus type 2. Gliclazide is een tweedekeusmiddel en wordt vaak pas voorgeschreven als het eerstekeusmiddel, metformine, onvoldoende resultaat geeft.
De stof is opgenomen in de lijst van essentiële geneesmiddelen van de WHO.

## Indicaties
Patiënten met diabetes mellitus type 2 hebben vaak een te hoog suikergehalte (glucose) in het bloed, dit wordt hyperglykemie genoemd. Een te hoog glucose kan veel gevolgen hebben op de lange termijn, waaronder beschadiging van de zenuwen (polyneuropathie), ogen (diabetische retinopathie) en bloedvaten bijvoorbeeld bloedvaten in de voeten.
De eerste stap in de behandeling van dit te hoge bloedglucose, en daarmee de langetermijngevolgen van diabetes type 2, is voorlichting over de ziekte en wat de behandelmogelijkheden zijn. Wanneer de voeding wordt aangepast (onder andere gericht op afvallen) en er meer aan lichaamsbeweging wordt gedaan, is medicatie soms niet nodig. Wanneer leefstijlaanpassingen onvoldoende helpen wordt er gestart met orale bloedglucoseverlagende middelen. Als eerste wordt gestart met metformine; als dit onvoldoende helpt wordt er met een middel uit de groep kortwerkende sulfonylureumderivaten aan toegevoegd. Gliclazide is eerstekeusmiddel van de sulfonylureumderivaten.

## Eigenschappen
Sulfonylureumderivaten binden aan de sulfonylureumreceptoren (SUR-1) en blokkeren hiermee de kaliumkanalen. Hiermee worden de β-cellen van de eilandjes van Langerhans gestimuleerd en geven meer insuline af.

## Bijwerkingen
De meestvoorkomende bijwerking is een te laag glucosegehalte in het bloed: een hypoglykemie. Dit kan optreden als de dosering van de gliclazide te hoog is, als de patiënt te weinig eet of door een andere verstoring van het glucose-insuline evenwicht, zoals bij ziekte of forse inspanning. Soms kunnen er klachten van verminderd zicht (gezichtsscherpte) optreden bij het starten van de behandeling. Andere bijwerkingen zijn mogelijk, maar zeldzaam.

## Contraindicaties
Gliclazide kan niet altijd worden gegeven als medicijn om het bloedglucose te verlagen. Gliclazide is niet effectief bij mensen met diabetes mellitus type I, en onvoldoende snel werkzaam bij mensen met een ketoacidose. Ook mensen met ernstig nierfalen of met leverfalen kan gliclazide niet worden gegeven. Als mensen weten dat ze overgevoelig zijn voor andere sulfonylureumderivaten of stoffen die op sulfonylureumderivaten lijken zoals sulfonamiden en thiazidediuretica komt gliclazide ook niet in aanmerking.

## Interacties
Er zijn verschillende middelen die samen met gliclazide of andere sulfonylureumderivaten een interactie kunnen vertonen.
De afbraak kan worden geremd door:
- Systemische azoolantimycotica (bijvoorbeeld miconazol, fluconazol en voriconazol)

De werking kan worden versterkt door:
| ACE-remmers                 | Alcohol (grote hoeveelheid) |
| Allopurinol                 | Anabole steroïden           |
| Chlooramfenicol             | Cimetidine                  |
| Claritromycine              | Disopyramide                |
| Fenylbutazon                | Fibraten                    |
| Fluoxetine                  | MAO-remmers                 |
| Salicylaten (in hoge doses) | Sulfonamiden (sommige)      |
| Tetracyclinen               | Vitamine K-antagonisten     |

De werking kan worden verminderd door:
| fenothiazine-derivaten   | glucocorticoïden  |
| hormonale anticonceptiva | nicotinezuur      |
| sympathicomimetica       | thiazidediuretica |
| thyreomimetica           |                   |

Verder moet er opgepast worden met het gebruik van vitamine K-antagonisten (coumarinederivaten) en bètablokkers. De eliminatie van vitamine K-antagonisten kan worden vertraagd door het gebruik ven gliclazide. Dit kan de protrombinetijd verlengen waardoor de bloedstolling trager is. Bètablokkers kunnen de eerste verschijnselen van een hypoglykemie maskeren, waardoor een hypoglykemie pas later wordt opgemerkt.